# جوزف اسکولینگ

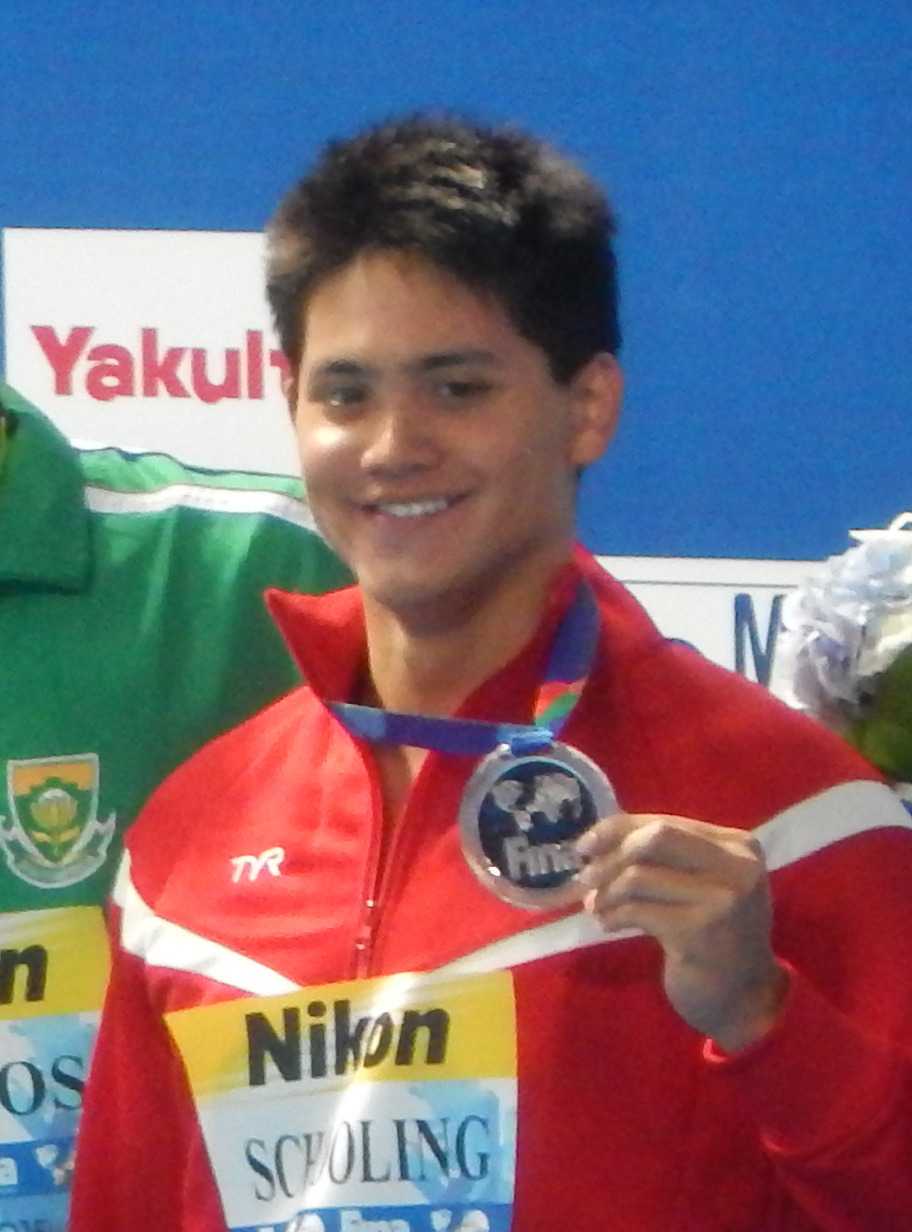
جوزف اسکولینگ در المپیک ریو ۲۰۰۶

جوزف اسکولینگ (انگلیسی: Joseph Schooling؛ زادهٔ ۱۶ ژوئن ۱۹۹۵) یک شناگر اهل سنگاپور است.
از افتخارات وی می‌توان به کسب مدال برنز ۱۰۰ متر پروانه در ۲۰۱۵ کازان اشاره کرد.
وی در المپیک ریو ۲۰۱۶ در ماده ۱۰۰ متر پروانه موفق به کسب مدال طلا گردید و با اختلاف حدود یک ثانیه از مایکل فلپس پیشی گرفت و رکورد المپیک را در این ماده که پیش از این در اختیار فلپس بود بهبود بخشید.